# Strigilla pisiformis
Strigilla pisiformis är en musselart som först beskrevs av Carl von Linné 1758.  Strigilla pisiformis ingår i släktet Strigilla och familjen Tellinidae. Inga underarter finns listade i Catalogue of Life.